# Відроди в мені життя
«Відроди в мені життя» (ісп. Arráncame la vida) — кінофільм режисера Роберто Снейдера, що вийшов на екрани в 2008 році. Екранізація однойменного роману (1985) мексиканської письменниці Анхелес Мастретта.

## Зміст
Тридцяті роки двадцятого століття. Двадцять років тому в Мексиці відбулася революція, яка допомогла найбільш заповзятливим поборникам нового режиму стрімко піднятися. Так сталося з генералом Андресом Асценсіо. Цей фільм — історія його дружини, з якою Асеніо познайомився, коли вона була ще зовсім юна і недосвідчена, а поступово перетворилася на зрілу жінку, яка вміє насолоджуватися владою і багатством.

## Ролі
| Актор                | Роль                      |
| -------------------- | ------------------------- |
| Ана Клаудія Таланкон | Каталіна Гусман           |
| Даніель Хіменес Качо | Андрес Асценсіо           |
| Хосе Марія Де Тавіра | Карлос Вівес              |
| Маріанна Пенальва    | Мерседес                  |
| Ірене Асуела         | Барбара                   |
| Делія Касанова       | Хулія                     |
| Марія Аура           | Пепа                      |
| Каміла Соді          | Лілія Асценсіо            |
| Данна Паола          | Лілія Асценсіо у 12 років |
| Хуліо Брачо          | С'єнфуегос                |
| Ісела Вега           | Циганка                   |
| Марта Аура           | Хосефіна                  |

## Нагороди та номінації
- Приз «Срібний Аріель» у категорії Найкраща режисура, Найкращі костюми, Найкращий грим, Найкращий адаптований сценарій (2009).
- Номінація на Премію аргентинських кінокритиків в категорії Найкращий фільм іспанською мовою (2009).
- Офіційна номінація на «Оскар» від Мексики в 2009 році.

## Знімальна група
- Режисер — Роберто Снейдер
- Сценарист — Роберто Снейдер, Анхелес Мастретта
- Продюсер — Федеріко Гонсалес Компеан, Моніка Лосано Серрано, Роберто Снейдер
- Композитор — Леонардо Ейблум, Хакобо Ліберман